# La Estrada (Alicante)
La Estrada (en valenciano L'Estrat) es el 7º núcleo de población más habitado de Alfaz del Pi, colindando con el también núcleo de población de El Albir. Cuenta con 751 habitantes (2010). Está ubicado en la provincia de Alicante, comunidad Valenciana, España.
| Gráfica de evolución demográfica de La Estrada entre 1900 y 2023                         |
|                                                                                          |
| Fuente: Instituto Nacional de Estadística de España - Elaboración gráfica por Wikipedia. |